# Epicephala albifrons
Epicephala albifrons là một loài bướm đêm thuộc họ Gracillariidae. Nó được tìm thấy ở Ấn Độ (Karnataka, West Bengal, Kerala), Indonesia (Buru), Sri Lanka, Thái Lan và Việt Nam.
Ấu trùng ăn Phyllanthus species, bao gồm Phyllanthus niruri. Chúng có thể ăn lá nơi chúng làm tổ.